# Der Bozen-Krimi: Geheime Bruderschaft
Geheime Bruderschaft ist ein deutscher Kriminalfilm von Josh Broecker aus dem Jahr 2024 und der 20. Film der ARD-Kriminalfilmreihe Der Bozen-Krimi. Die Erstausstrahlung im Deutschen Fernsehen erfolgte am 21. März 2024 als Donnerstagskrimi auf Das Erste.

## Handlung
Commissario Capo Sonja Schwarz und ihr Kollege Commissario Jonas Kerschbaumer sowie die Gerichtsmedizinerin Felicitas ermitteln im Mordfall an den Landbesitzer Ansgar Politani, der mit einer Spritze vergiftet wurde. Bei den Ermittlungen kristallisiert sich auch schnell ein Tatmotiv, denn Politani hat sich öffentlich gegen den Bau eines Windparkunternehmens ausgesprochen und sich so viele Feinde gemacht. Im weiteren Verlauf zeigt sich, dass Commissario Jonas Kerschbaumer persönlich befangen ist, denn er nimmt an den Gästeabenden der Freimaurerloge „Treue Brüder“ teil und möchte dort aufgenommen werden, was selbst Capo Schwarz bis dato noch nicht wusste. Im Auftrag von Capo Schwarz ermittelt Kerschbaumer undercover in eigenen Kreisen gegen den Meister vom Stuhl der Loge, Massimo Lenzini, der in das Windparkgeschäft verwickelt zu sein scheint. Als Claudio Rizzo, einer von seinen Bekannten aus der Loge, bei einem Hubschrauberabsturz ums Leben kommt, gerät die Situation außer Kontrolle.

## Hintergrund
Die Dreharbeiten zu Der Bozen-Krimi: Geheime Bruderschaft fanden unter dem Arbeitstitel Treue Brüder zeitgleich mit der vorhergehenden Episode Mein ist die Rache im Zeitraum vom 9. Mai 2023 bis zum 13. Juli 2023 in Bozen, Trentino-Südtirol und näherer sowie weiterer Umgebung statt.